# Fairmairoplia penicillata
Fairmairoplia penicillata är en skalbaggsart som beskrevs av Marc Lacroix 1997. Fairmairoplia penicillata ingår i släktet Fairmairoplia och familjen Melolonthidae. Inga underarter finns listade i Catalogue of Life.